# Кейт Бетс
Кейт Бетс (на английски: Kate Betts) е американска модна журналистка и писателка на произведения в жанра биография и мемоари.

## Биография и творчество
Кейт Бетс е родена на 8 март 1964 г. в Ню Йорк, САЩ. Баща ѝ Хобарт Бетс е виден архитект, а майка ѝ е фотограф. През 1986 г. завършва европейска история в Принстънския университет. Докато учи, пише на университетския вестник „The Daily Princetonian“. След дипломирането си работи във Франция като журналист на свободна практика за „Metropolitan Home“, „European Travel & Life“ и „International Herald Tribune“. В Париж установява много познанства с красиви модели и модните легенди Карл Лагерфелд, Еманюел Унгаро, Ив Сен Лоран, Вивиан Уестууд, и др. Наета е в европейския офис на „Fairchild Publications“ в Париж, отговаря за изданията за мода и се издига до шеф на бюрото. В периода 1991-1999 г. е модна директорка на „Вог“. През юни 1999 г. за две години е назначена за главен редактор на „Харпърс базар“ и опитва да модернизира изданието. През 2001 г. работи на свободна практика за модното издание на „Ню Йорк Таймс“, а през 2004 г. става редактор на глобалното приложение „Style & Design“ на списание „Тайм“. Участва и в други модни издания.
През 2011 г. е издаден бестселърът ѝ „Икона всеки ден: Мишел Обама и могъществото на стила“.
През 2015 г. е издадена мемоарната ѝ книга „Париж, моя мечта“, която съдържа любопитни истории за звездите на модата, мисли на френски писатели и поети, картини на парижките художници, филми, песни, музика, и др.
Омъжена е за писателя Чип Браун, с когото имат две деца.
Кейт Бетс живее със семейството си в Ню Йорк.

## Произведения

### Документалистика
- Everyday Icon: Michelle Obama and the Power of Style (2011)
- My Paris Dream: An Education in Style, Slang, and Seduction in the Great City on the Seine (2015)
Париж, моя мечта, изд. „Слънце“ (2017), прев. Катя Перчинкова